# グリーン郡 (ニューヨーク州)
グリーン郡（英: Greene County）は、アメリカ合衆国ニューヨーク州の南東部に位置する郡である。2010年国勢調査での人口は49,221人であり、2000年の48,195 人から2.1%増加した。郡庁所在地はキャッツキル村（人口4,081人）であり、同郡で人口最大の自治体でもある。郡名はアメリカ独立戦争の将軍ナサニエル・グリーンに因んで名付けられた。グリーン郡はオールバニ・スケネクタディ・トロイ大都市圏に属している。

## 歴史

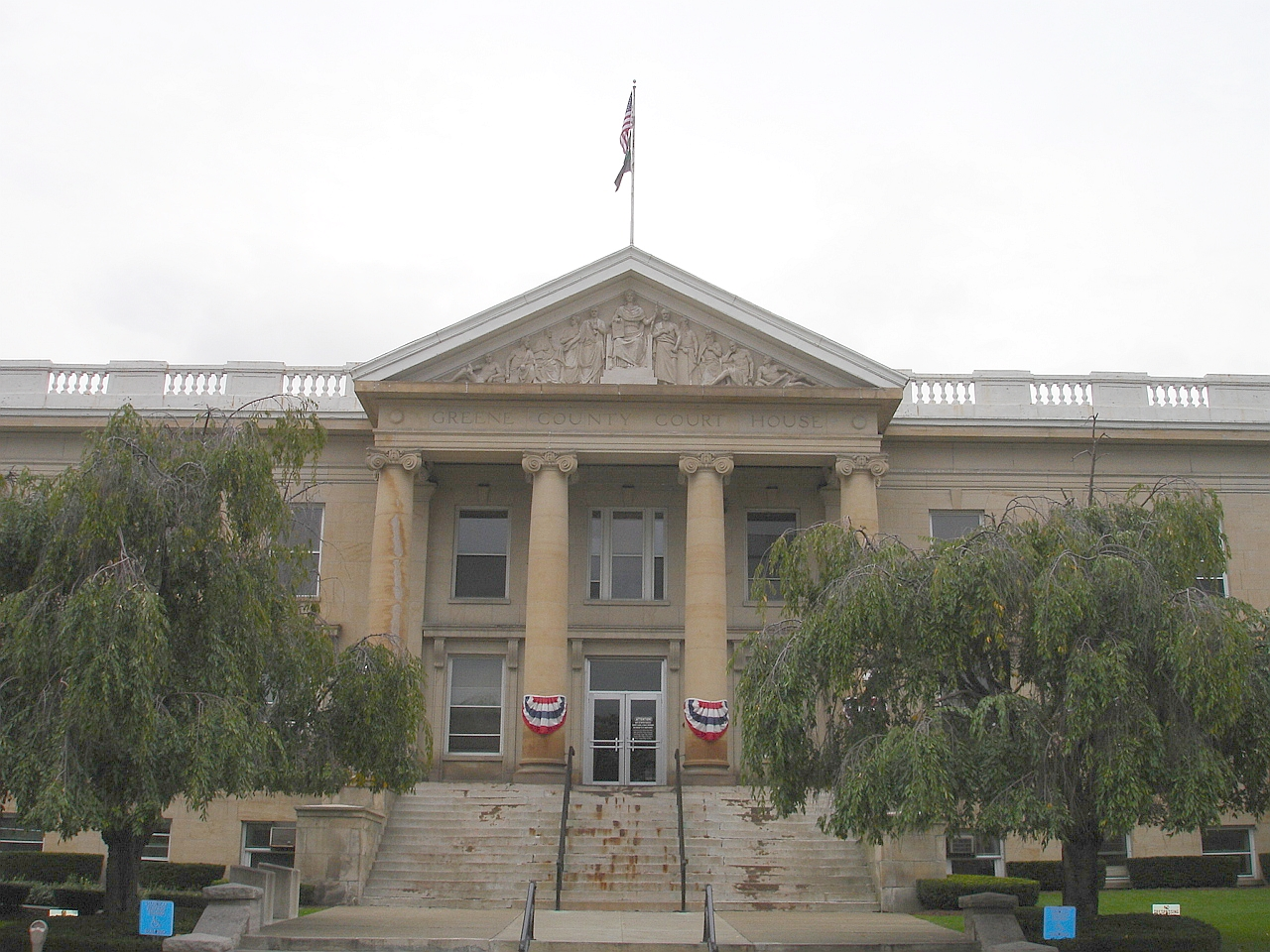
キャッツキルにあるグリーン郡庁舎

1800年3月25日、グリーン郡はオールバニ郡から360平方マイル (930 km2)、アルスター郡から270平方マイル (700 km2) を受けて、広さ620マイル (1,600 km2) の郡として設立された。
1801年4月3日、デラウェア郡から90平方マイル (230 km2) の領域を受け取り、総面積は710平方マイル (1,800 km2) になった。この移管により、プラッツビル、ブライマウンテン、ハルコット、ブシュネルズビル、ハイマウント、シャンデイクン、レーンズビル、パインヒルの町が郡内に入った。
1812年5月26日、グリーン郡から20平方マイル (52 km2) がアルスター郡に移管され、総面積は690平方マイル (1,800 km2) になった。これによりパインヒル、ハイマウント、シャンデイクンの町がアルスター郡に移った。
1814年4月15日、郡の境界線を最測量し調整したが、面積の変化は無かった。
1822年4月17日、境界線を再度測量し、変化は無かったが、ポーレンビルがグリーン郡内にあることが分かった。
1823年4月23日、境界線を再度測量し、コロンビア郡とのハドソン川の境界線が引き直された。
1836年3月3日、郡内から30平方マイル (78 km2) をスカハリー郡に移管し、総面積は660平方マイル (1,700 km2) に減った。グリーン郡の領域は現在のものになった。

## 地理

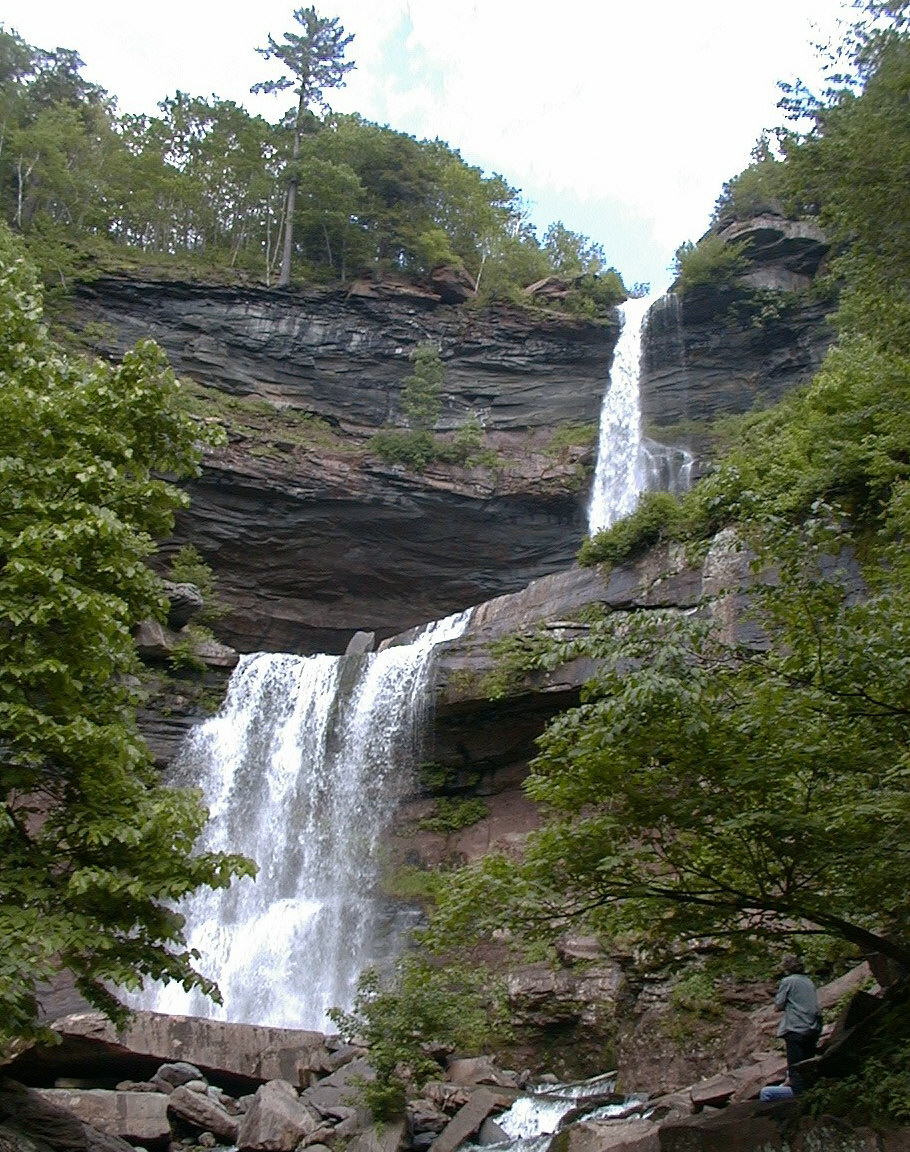
グリーン郡内にあるカーターズキル滝

グリーン郡はニューヨーク州中央部南東にあり、ハドソン川の西、オールバニ市の南に位置している。
グリーン郡の北部と東部は大半が低い平地である。ハドソン川沿いの最低地点は海面である。南部と西部はキャッツキル山地に向けて急に標高を上げている。
キャッツキル公園が南中部に広がっている。この公園にはアディロンダック山地の南部の高山が幾つかある。例えば、最高峰はハンター山であり、標高は4,040フィート (1,232 m) である。さらにカーターズキル滝など多くの美しい滝がある。
.
アメリカ合衆国国勢調査局に拠れば、郡域全面積は658平方マイル (1,704.2 km2)であり、このうち陸地648平方マイル (1,678.3 km2)、水域は10平方マイル (25.9 km2)で水域率は1.58%である。

### 隣接する郡
- オールバニ郡 - 北
- レンセリア郡 - 北東
- コロンビア郡 - 東
- アルスター郡 - 南
- デラウェア郡 - 西
- スカハリー郡 - 北西

### 国立保護地域
- トマス・コール国立歴史史跡

## 人口動態
以下は2000年国勢調査による人口統計データである。
| 基礎データ - 人口: 48,195 人 - 世帯数: 18,256 世帯 - 家族数: 12,067 家族 - 人口密度: 29人/km2（74人/mi2） - 住居数: 26,544 軒 - 住居密度: 16軒/km2（41軒/mi2） 人種別人口構成（2008年時点） - 白人: 90.76% - アフリカン・アメリカン: 5.53% - ネイティブ・アメリカン: 0.28% - アジア人: 0.54% - 太平洋諸島系: 0.02% - その他の人種: 1.52% - 混血: 1.36% - ヒスパニック・ラテン系: 4.31% 先祖による構成 - アイルランド系：18.8% - イタリア系：17.8% - ドイツ系：17.5% - アメリカ人：8.6% - イギリス系：6.9% 言語による構成 - 英語：92.3% - スペイン語：2.8% - ドイツ語：1.5% - イタリア語：1.3% | 年齢別人口構成 - 18歳未満: 23.0% - 18-24歳: 9.5% - 25-44歳: 27.0% - 45-64歳: 24.8% - 65歳以上: 15.7% - 年齢の中央値: 39歳 - 性比（女性100人あたり男性の人口） - 総人口: 106.5 - 18歳以上: 108.2 世帯と家族（対世帯数） - 18歳未満の子供がいる: 29.2% - 結婚・同居している夫婦: 51.2% - 未婚・離婚・死別女性が世帯主: 10.3% - 非家族世帯: 33.9% - 単身世帯: 27.9% - 65歳以上の老人1人暮らし: 12.2% - 平均構成人数 - 世帯: 2.42人 - 家族: 2.97人 収入と家計 - 収入の中央値 - 世帯: 36,493米ドル - 家族: 43,854米ドル - 性別 - 男性: 35,598米ドル - 女性: 25,346米ドル - 人口1人あたり収入: 18,931米ドル - 貧困線以下 - 対人口: 12.2% - 対家族数: 8.6% - 18歳未満: 15.7% - 65歳以上: 10.4% |

## 政治
グリーン郡は共和党に地盤と見なされており、1996年アメリカ合衆国大統領選挙ではビル・クリントンを支持しなかった州内11郡の1つとなった。2008年でもジョン・マケインを11ポイント差で支持した。
グリーン郡の全体はアメリカ合衆国下院ニューヨーク州第20選挙区に入っており、2013年時点では共和党員を送り出している。

## 都市と町
- アシュランド町
- アセンズ町
- アセンズ村
- カイロ町
- キャッツキル村 - 郡庁所在地
- キャッツキル町
- コックスサッキー村
- コックスサッキー町
- ダーラム町
- グリーンビル町
- ハルコット町
- ハンター町
- ハンター村
- ジェファーソンハイツ
- ジュウェット町
- リーズ
- レキシントン町
- ニューボルチモア町
- ポーレンビル
- プラッツビル町
- タナーズビル村
- ウィンダム待ち

 ⇒ Labels in parentheses are official political designation.

## 著名な出身者
- ブロッサム・ディアリー（1924年-2009年）、ジャズ歌手